# 娜奧米 (密蘇里州)
娜奧米（英語：Naomi）是位於美國密蘇里州馬里昂縣的非建制地區。

## 歷史
娜奧米的郵局於1873年設立，其後於1905年停運。

## 地理
娜奧米所處的海拔為高於海平面173米（即568英呎），而該地所採用的時區為UTC-6，即北美中部時區（CST）。同時該地設有夏令時間，為UTC-6調快一小時，即UTC-5（CDT）。